# Mitsubishi 2MR
Chiếc Mitsubishi 2MR là một kiểu máy bay trinh sát Nhật Bản hoạt động trên tàu sân bay trong những năm 1920, còn được gọi là Máy bay trinh sát Hải quân Tàu sân bay Kiểu 10 hoặc C1M theo cách gọi tắt của Hải quân. Được nhà thiết kế máy bay Anh Quốc Herbert Smith thiết kế cho Mitsubishi, kiểu 2MR được Hải quân Đế quốc Nhật Bản sử dụng trong suốt những năm của thập niên 1920 và 1930.

## Thiết kế và phát triển
Vào năm 1921, Hải quân Đế quốc Nhật Bản đặt hàng cùng chi nhánh hàng không vừa mới thành lập của Mitsubishi ba kiểu máy bay để hoạt động trên các tàu sân bay, bao gồm một máy bay tiêm kích, một máy bay trinh sát và một máy bay ném ngư lôi. Mitsubishi đã thuê một nhóm kỹ sư Anh Quốc được lãnh đạo bởi Herbert Smith, nguyên thuộc Công ty Sopwith Aviation để thiết kế những chiếc máy bay này. Thiết kế chiếc máy bay trinh sát của Smith, được Mitsubishi đặt tên là 2MR, đã bay chuyến bay đầu tiên vào ngày 12 tháng 1 năm 1922.
Kiểu 2MR có thiết kế tương tự như của chiếc máy bay tiêm kích cánh kép đương thời 1MF với khoang đơn bằng gỗ, nhưng được mở rộng để có thể mang một đội bay gồm hai người, và được cung cấp động lực bởi một kiểu động cơ Hispano-Suiza tương tự được sản xuất theo giấy phép nhượng quyền. Sau khi thử nghiệm thành công, kiểu 2MR được Hải quân Nhật chấp thuận và đặt tên chính thức là Máy bay trinh sát Hải quân Tàu sân bay Kiểu 10 (Kiểu 10 liên hệ đến năm 1921 khi nó được đặt hàng, vào năm thứ mười của Triều đại Taishō), và việc sản xuất được tiếp tục cho đến năm 1930, với tổng cộng 159 chiếc được chế tạo.
Vào năm 1930, Mitsubishi phát triển hai kiểu máy bay nhằm đáp ứng nhu cầu của Lục quân Đế quốc Nhật Bản về một loại máy bay trinh sát tầm ngắn: kiểu 2MR7, một loại máy bay cánh kép được phát triển dựa trên 2MR và máy bay ném bom-ngư lôi B2M; và kiểu máy bay cánh đơn hạng nhẹ 2MR8; trong đó kiểu 2MR8 thành công và được đưa vào hoạt động dưới tên gọi Máy bay Trinh sát Kiểu 92. Loại máy bay này không liên quan đến kiểu 2MR của Hải quân.

## Lịch sử hoạt động
Loạt máy bay cánh kép 2MR tiếp tục phục vụ trên các tàu sân bay trong những năm 1920 cho đến đầu những năm 1930, với các phiên bản được sử dụng như máy bay huấn luyện trung cấp cho đến tận cuối những năm 1930. Nhiều chiếc được cải biến sang sử dụng dân sự, được sử dụng như máy bay huấn luyện trung cấp và cho các mục đích liên lạc của các công ty báo chí. Một số chiếc còn được sử dụng dân sự cho đến năm 1938.

## Các phiên bản
2MR1
Phiên bản ban đầu, mang ký hiệu Hải quân Kiểu 10-1. Trang bị bộ tản nhiệt kiểu xe hơi hình tổ ong phía trước động cơ.
2MR2
Phiên bản cải tiến, bộ tản nhiệt kiểu xe hơi ban đầu được thay thế bằng loại Lamblin đặt trong thân, bố trí lại chỗ ngồi cho phi công. Mang ký hiệu Hải quân Kiểu 10-2.
2MR3
Tăng diện tích cánh đuôi, bộ tản nhiệt được dịch chuyển ra phía trước.
2MR4
Phiên bản trinh sát trên tàu sân bay chính thức. Đầu chót cánh hình tròn và bố trí lại chỗ ngồi cho phi công.
Karigane
Cải biến chiếc nguyên mẫu 1928 thành máy bay trinh sát cho cả Hải quân và Lục quân. Chỉ có một chiếc được chế tạo.
2MRT1
Phiên bản huấn luyện trung cấp của Kiểu 2MR1.
2MRT1A
Phiên bản huấn luyện trung cấp, cải tiến bề mặt cánh đuôi.
2MRT2
Phiên bản huấn luyện trung cấp của Kiểu 2MR2.
2MRT2A
Phiên bản huấn luyện của Kiểu 2MR3.
2MRT3
Phiên bản huấn luyện trung cấp được tiếp tục cải tiến. Các bộ tản nhiệt được bố trí lại dưới cánh.
2MRT3A
Phiên bản huấn luyện sau cùng. Trang bị các thiết bị bay đêm và hạ cánh nổi.
R-1.2 Trainer
Phiên bản huấn luyện dân sự cải biến từ Kiểu 10-1.
R-2.2 Trainer
Phiên bản huấn luyện dân sự cải biến từ Kiểu 10-2.
Mitsubishi R-4
Phiên bản cải biến 2MR4 dành cho hoạt động thám sát dân sự với buồng lái kín. Hai chiếc được cải biến.
2MR7
Máy bay trinh sát cánh kép tầm ngắn dành cho Lục quân Nhật Bản – dựa trên các kiểu 2MR và B2M
2MR8
Máy bay trinh sát cánh đơn hạng nhẹ dành cho Lục quân – không liên quan đến kiểu 2MR cánh kép.

## Các nước sử dụng
Nhật Bản
- Hải quân Đế quốc Nhật Bản
- Lục quân Đế quốc Nhật Bản (chỉ sử dụng kiểu Mitsubishi 2MR8)

## Đặc điểm kỹ thuật (2MR)
Nguồn: Japanese Aircraft 1910-1941 

### Đặc tính chung
- Đội bay: 02 người
- Chiều dài: 7,93 m (26 ft 0 in)
- Sải cánh: 12,04 m (39 ft 6 in) (12,75 m ở kiểu 2MR8)
- Chiều cao: 2,90 m (9 ft 6 in)
- Diện tích bề mặt cánh: 37,7 m² (406 ft²)
- Lực nâng của cánh: 35,0 kg/m² (7,17 lb/ft²)
- Trọng lượng không tải: 980 kg (2.160 lb)
- Trọng lượng có tải: 1.320 kg (2.910 lb) (1.770 kg ở kiểu 2MR8)
- Động cơ: 1 x động cơ Mitsubishi Hi 8 xy lanh (Mitsubishi Kiểu 92 ở kiểu 2MR8) bố trí chữ V làm mát bằng nước, công suất 300 mã lực (224 kW) (354 kW ở kiểu 2MR8).

### Đặc tính bay
- Tốc độ lớn nhất: 204 km/h (110 knot, 127 mph) (220 km/h ở kiểu 2MR8)
- Tốc độ lên cao: 2,94 m/s (579 ft/min)
- Tỉ lệ công suất/khối lượng: 0,17 kW/kg (0,10 hp/lb)

### Vũ khí
- 2 x súng máy 7,7 mm bắn hướng ra trước
- 2 x súng máy 7,7 mm trong khoang trinh sát viên
- 3 x bom 30 kg (66 lb)

## Nội dung liên quan

### Máy bay liên quan
- Mitsubishi 1MF

### Danh sách liên quan
- Danh sách máy bay chiến đấu
- Danh sách máy bay quân sự Nhật Bản